# Leptotrichum nitidulum
Leptotrichum nitidulum là một loài rêu trong họ Ditrichaceae. Loài này được Mitt. mô tả khoa học đầu tiên năm 1860.